# Тім Мінчін
Тімоті Девід Мінчін, AM (англ. Timothy David Minchin) більш відомий як Тім Мінчін; 7 жовтня 1975, Нортгемптон) — австралійський стенд-ап комік, актор, письменник, музикант, композитор, поет та режисер британського походження. Прославився завдяки своїм виступам, на яких майже завжди грає на фортепіано й співає комедійні пісні власного авторства.
Випустив шість компакт-дисків, п'ять DVD-дисків. Виступи транслювались на телебаченні в Австралії, Британії та США.

## Життєпис
Народився в англійському Нортгемптоні, виріс в австралійському Перті. Відвідував університет Західної Австралії та Західну Австралійську академію виконавських мистецтв. Переїхав до Мельбурна в 2002 році. Першу популярність приніс сольний альбом та однойменне шоу «Darkside», був відзначений на Міжнародному комедійному фестивалі у Мельбурні 2005 року та на Едінбургському мистецькому фестивалі «Edinburgh Festival Fringe» 2005 року. У 2013 році Мінчин зіграв роль рок-зірки Аттікуса Фетча в серіалі «Секс і Каліфорнія» від каналу Showtime.
Він є автором слів та музики мюзиклу «Матильда» за мотивами книги «Матильда» Роальда Даля, який отримав на премію Лоуренса Олів'є, премію Тоні та номінувався на Греммі. У 2016 відбулась прем'єра його мюзиклу «День бабака» за мотивами однойменного фільму 1993 року, вистава отримала премію Лоуренса Олів'є, й також проходила на Бродвеї.
У 2013 році Університет Західної Австралії нагородив Мінчина почесним ступенем доктора літератури за його внесок у мистецтво, видатні досягнення та міжнародне визнання. У 2015 році йому було присвоєно другу почесну ступінь у Академії театрального мистецтва Маунтвью.
У 2020 році обрано членом Ордена Австралії.

## Дискографія

### Альбоми

#### Студійні альбоми
- Sit (вместе с Timmy the Dog) (2001)
- Darkside (2005)
- So Rock (2006)
- Ready for This? (2009)
- Live at the O2 (2010)
- Tim Minchin and The Heritage Orchestra (2011)
- So Fucking Rock (адаптація DVD 2008 So Fucking Rock Live) (2013)

#### Сингли
- «Drowned» (2008)
- «White Wine in the Sun» (2009)
- «The Pope Song» (2010)
- «The Fence» (2011)
- «White Wine in the Sun» (2012 version)
- «Come Home (Cardinal Pell)» (February 2016) — * «15 Minutes» (2019)
- «Leaving LA» (2020)
- "I'll Take Lonely Tonight (2020)

#### DVD
- So Live (2007)
- Rock'n'roll Nerd: The Tim Minchin Story (Documentary) (2008)
- So F**king Rock Live (2008)
- So F**king Rock Live (Special Edition) (2009)
- Ready for This? (2010)
- Tim Minchin and the Heritage Orchestra (2011)
- Matilda & Me (2016)

## Книги
- 2014 — Storm[14][15]
- 2017 — When I Grow Up